# Rechenberg (Hahnenkamm)
Der Rechenberg ist ein circa 630 m ü. NHN hoher, teils bewaldeter Berg der Fränkischen Alb im mittelfränkischen Landkreis Weißenburg-Gunzenhausen. Er gehört zu den höchsten Erhebungen des Landkreises.

## Geographie

### Lage
Der teils bewaldete Rechenberg erhebt sich im Südwesten des Landkreises Weißenburg-Gunzenhausen. Der Berg wird vom Tal der Rohrach (Westliche Rohrach) vom im Osten verlaufenden Höhenzug des Hahnenkamms getrennt. Westlich liegt der Westheimer Ortsteil Ostheim, östlich Heidenheim. Im Nordosten liegen die Einöden Kirschenmühle, Gärtnershof und Krämershof. Auf etwa 595 Metern Höhe liegt östlich des Berggipfels der Ort Kohlhof. Am Berg entspringen mehrere Zuflüsse des Bruckbachs und der Rohrach, darunter der Roethgraben. Der Rechenberg liegt inmitten des Naturparks Altmühltal in einem Landschaftsschutzgebiet.
Südlich des Gipfels liegt ein trigonometrischer Punkt(⊙) auf 628,2 m Höhe.

### Naturräumliche Zuordnung
Der Rechenberg gehört in der naturräumlichen Haupteinheitengruppe Fränkisches Keuper-Lias-Land (Nr. 11), in der Haupteinheit Vorland der Südlichen Frankenalb (110) und in der Untereinheit Hahnenkamm-Vorland (110.2) zum Naturraum der Hahnenkamm-Vorberge (110.21), wobei sein Gelände im Westen in den Hahnenkamm-Liasgürtel (110.20) abfällt.

## Geschichte
Aus Ostheim stammt das gleichnamige Adelsgeschlecht der Rechenberger. Sie residierte auf der Burg Rechenberg an der Südwest-Flanke des Bergs.
Während des Deutschen Bauernkriegs erlitten am 7. Mai 1525 die aufständischen Bauern eine schwere Niederlage am Rechenberg gegen die markgräflichen Truppen Kasimirs (siehe Bauernschlacht bei Ostheim).